# Marpissa zaitzevi
Marpissa zaitzevi är en spindelart som beskrevs av Tamara Mcheidze 1997. Marpissa zaitzevi ingår i släktet Marpissa och familjen hoppspindlar. Inga underarter finns listade i Catalogue of Life.